# Прапори адміністративних одиниць династії Нгуєн
Прапори адміністративних одиниць династії Нгуєн були використані приблизно з 1868 до 1885. Прапори булі з співвідношенням сторін 1:1.

## Королівські провінції

Тхиатхьєн-Хюе (Thừa Thiên phủ, 承天府)
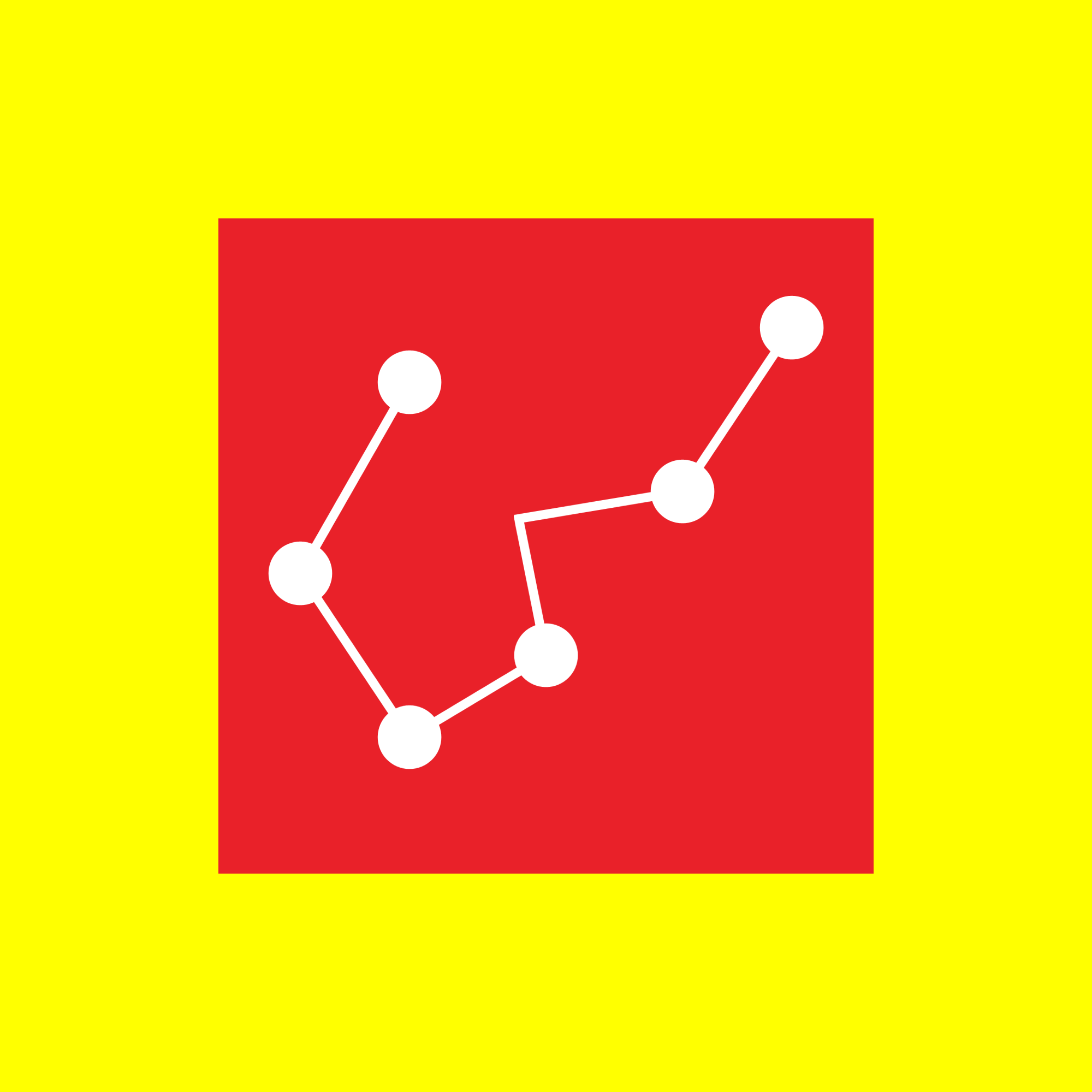
Куангчи (Quảng Trị tỉnh, 廣治省)
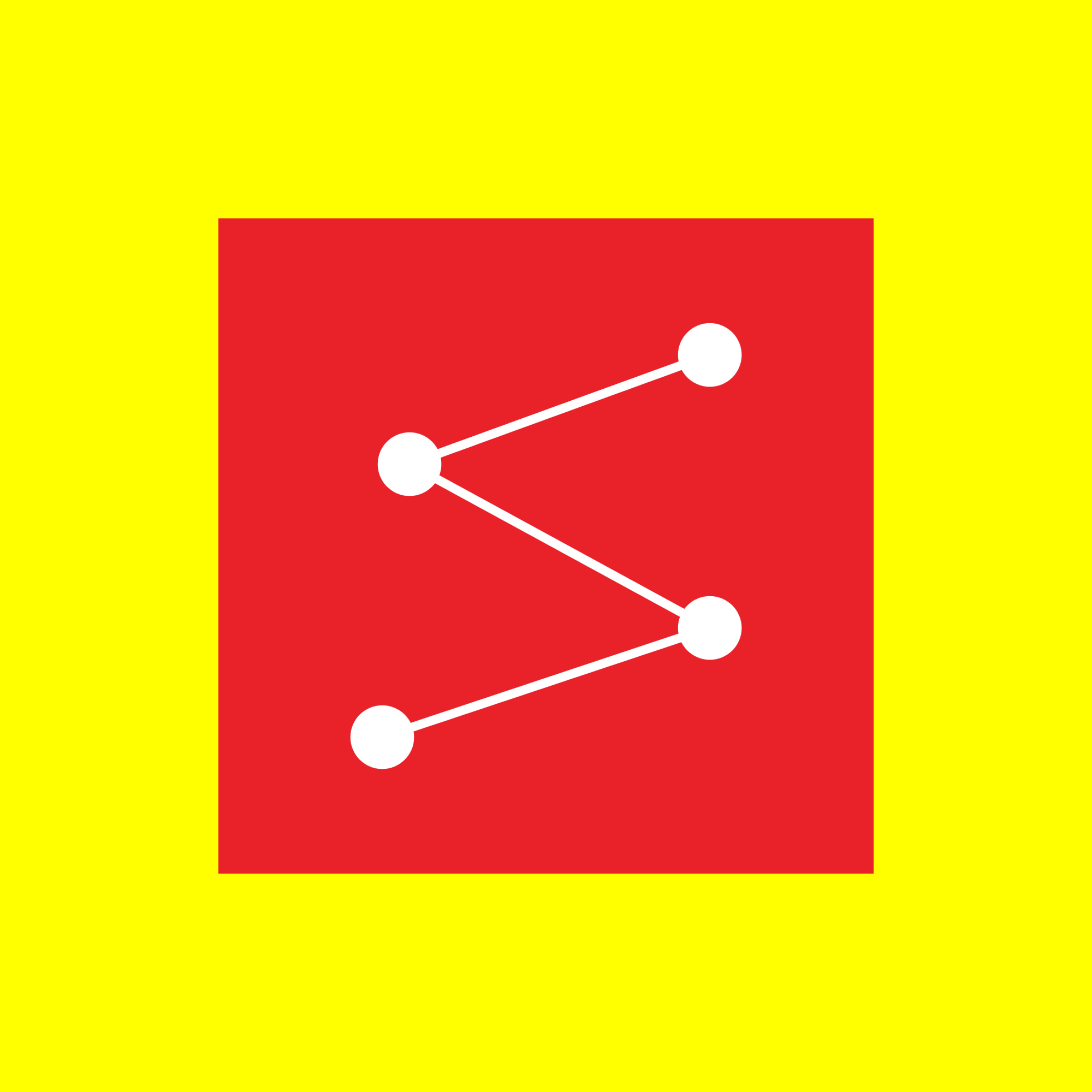
Куангбінь (Quảng Bình tỉnh, 廣平省)
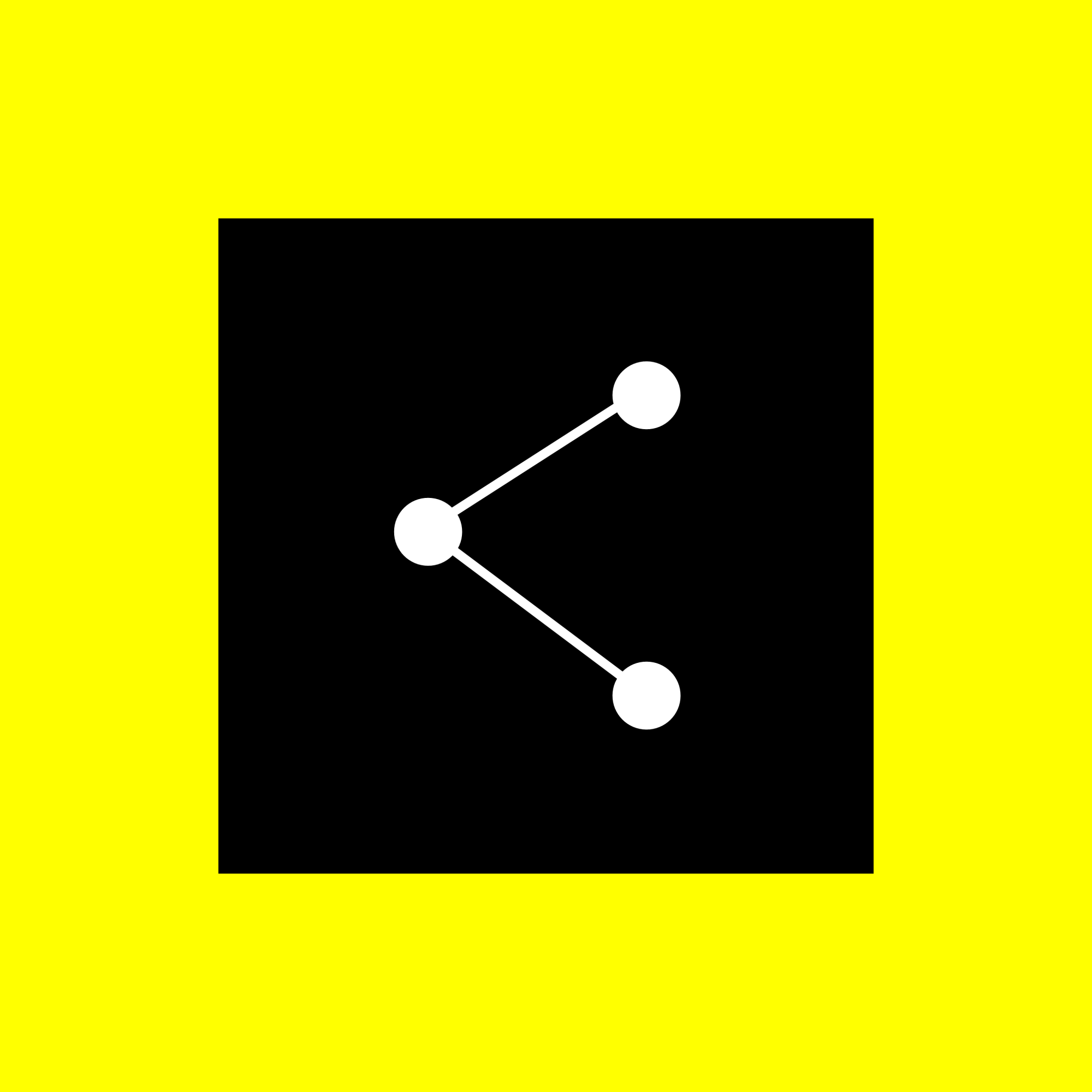
Куангнам (Quảng Nam tỉnh, 廣南省)
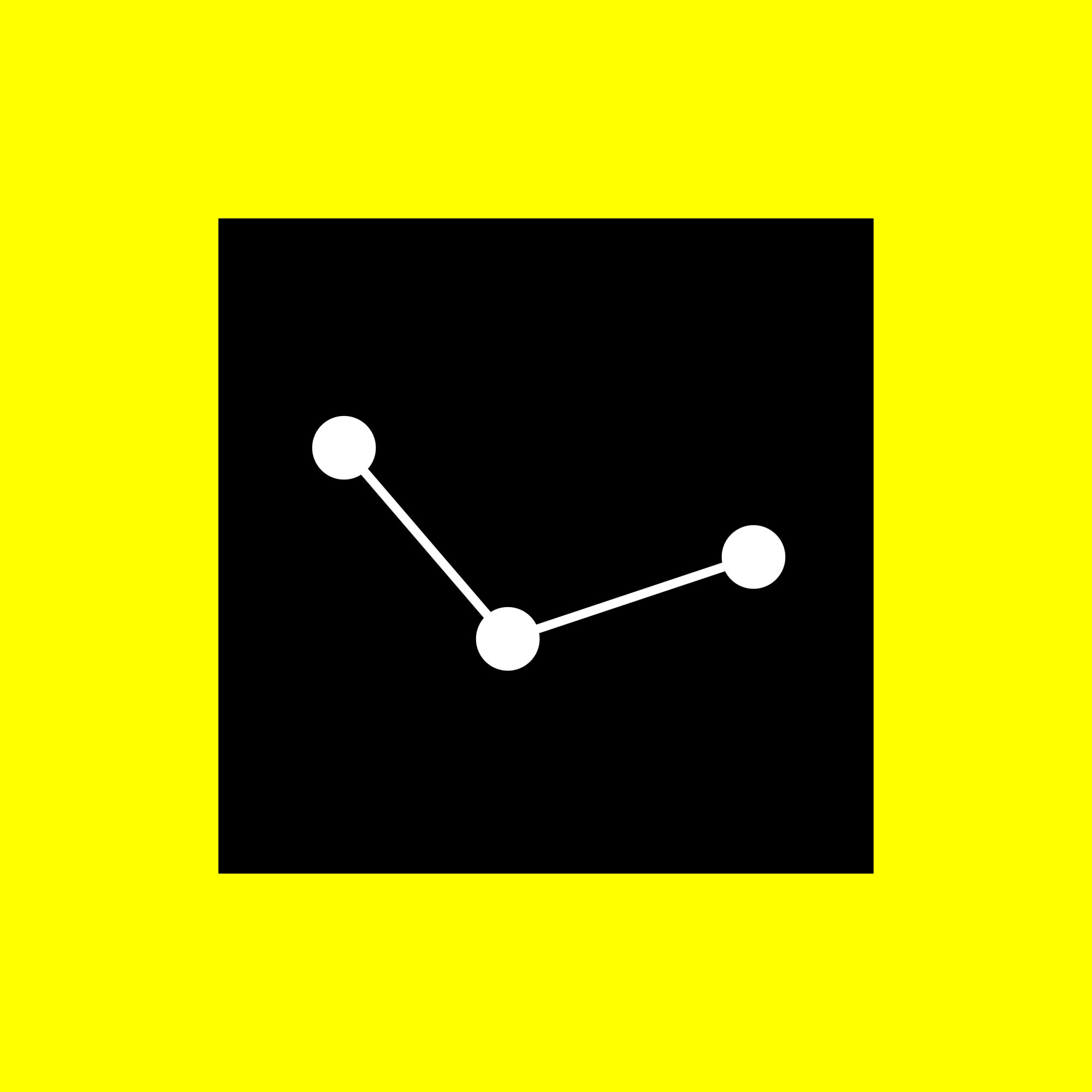
Куангнгай (Quảng Ngãi tỉnh, 廣義省)

## Провінції Північної області

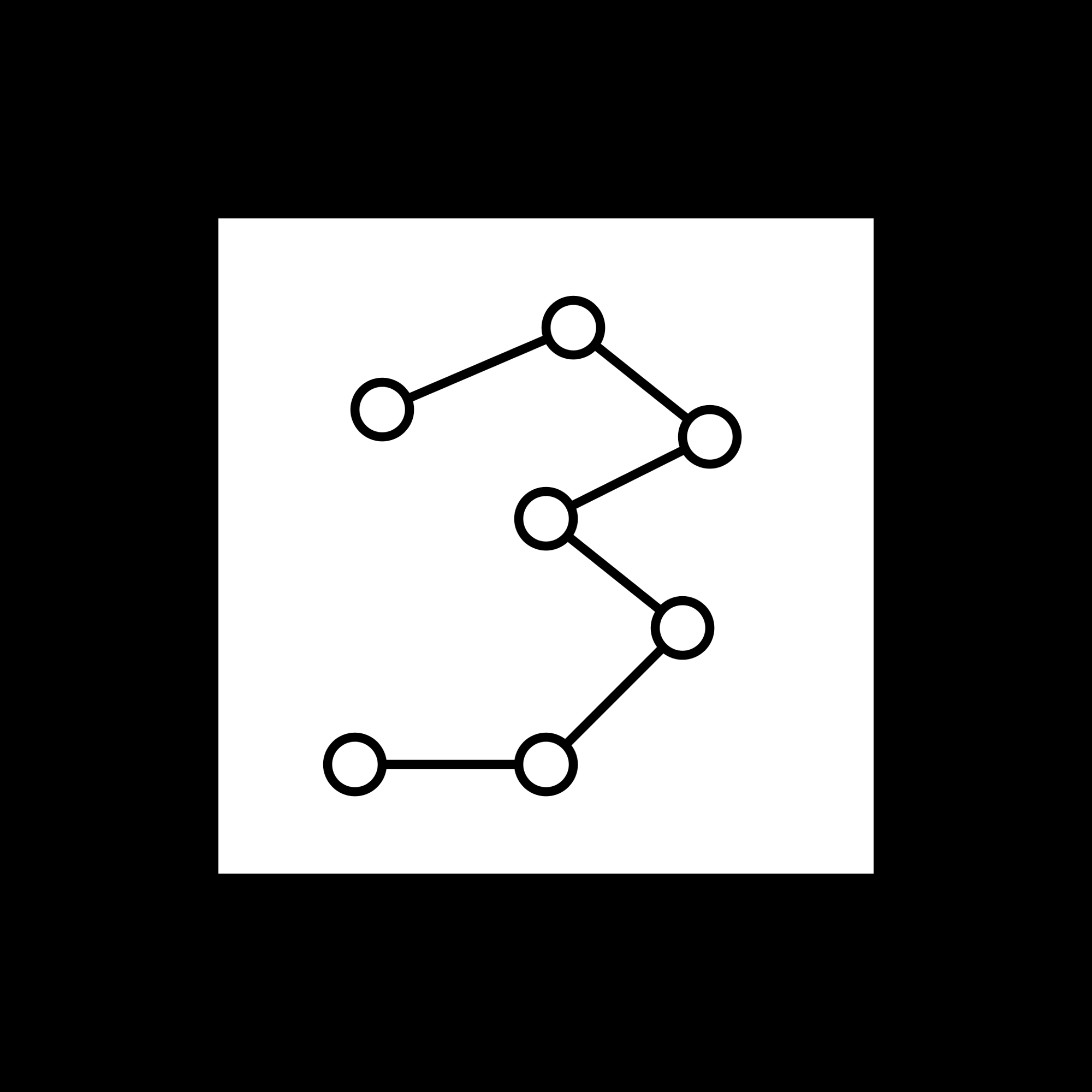
Ханой (Hà Nội tỉnh, 河內省)
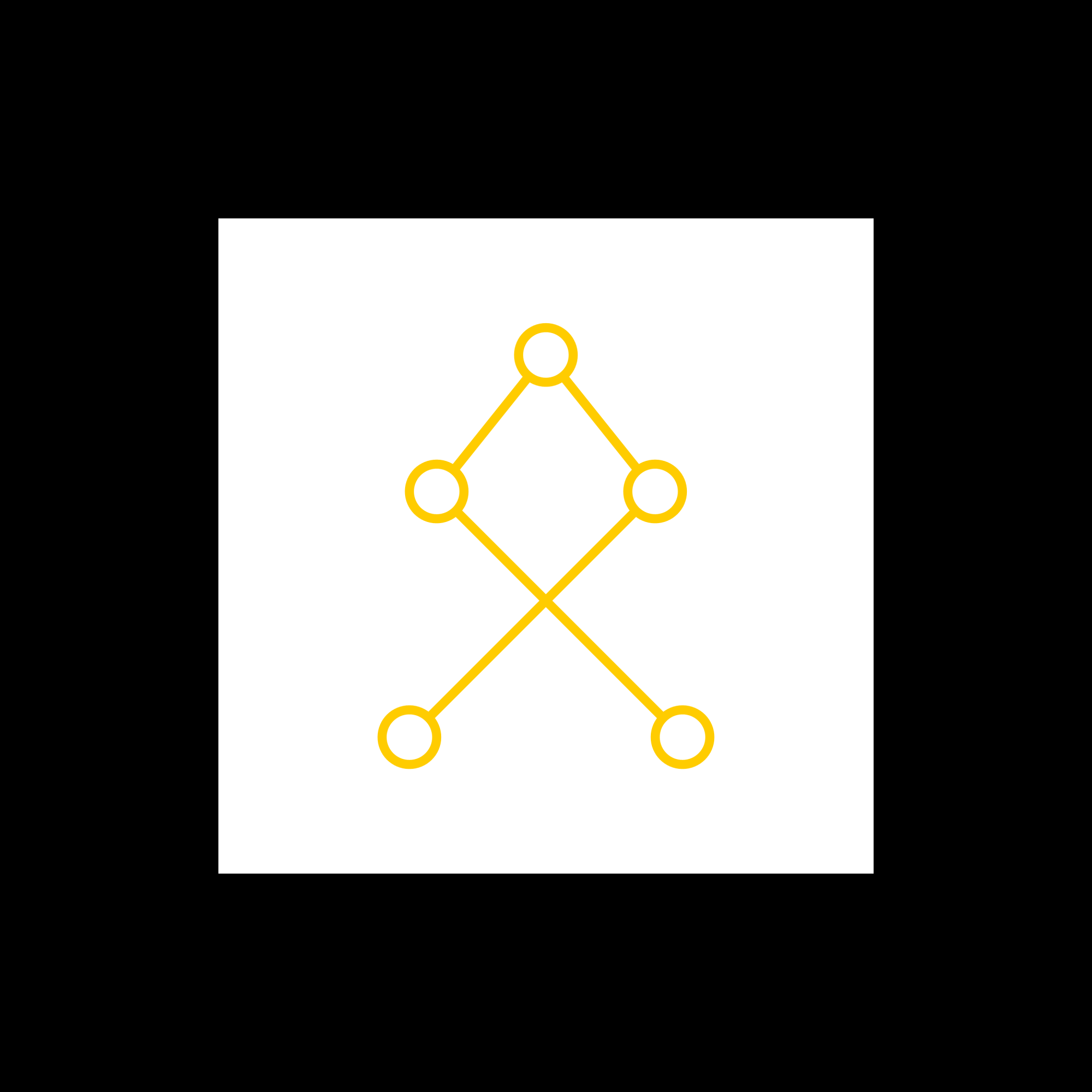
Лангшон (Lạng Sơn tỉnh, 諒山省)
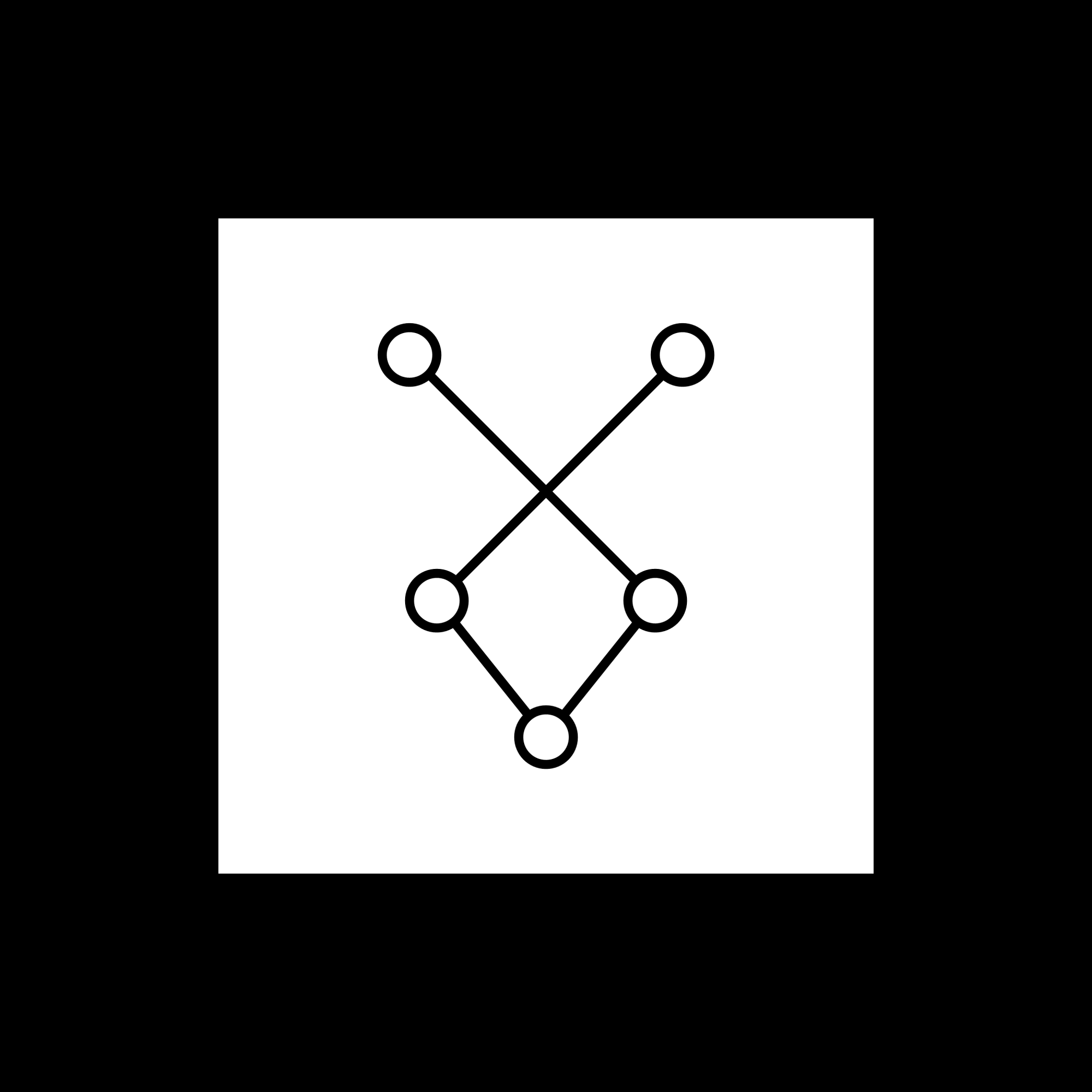
Бакнінь (Bắc Ninh tỉnh, 北寧省)
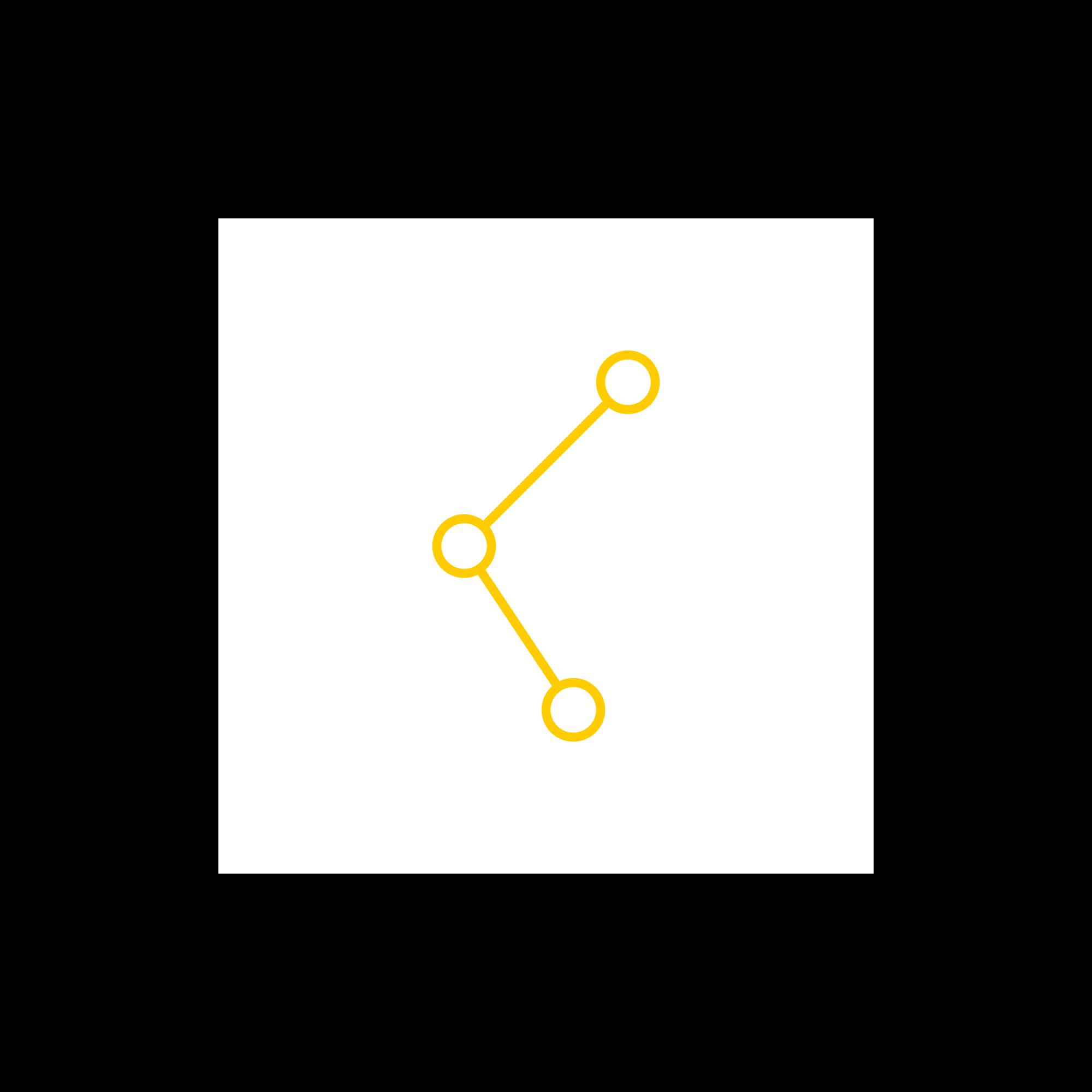
Шонтей[vi] (Sơn Tây tỉnh, 山西省)
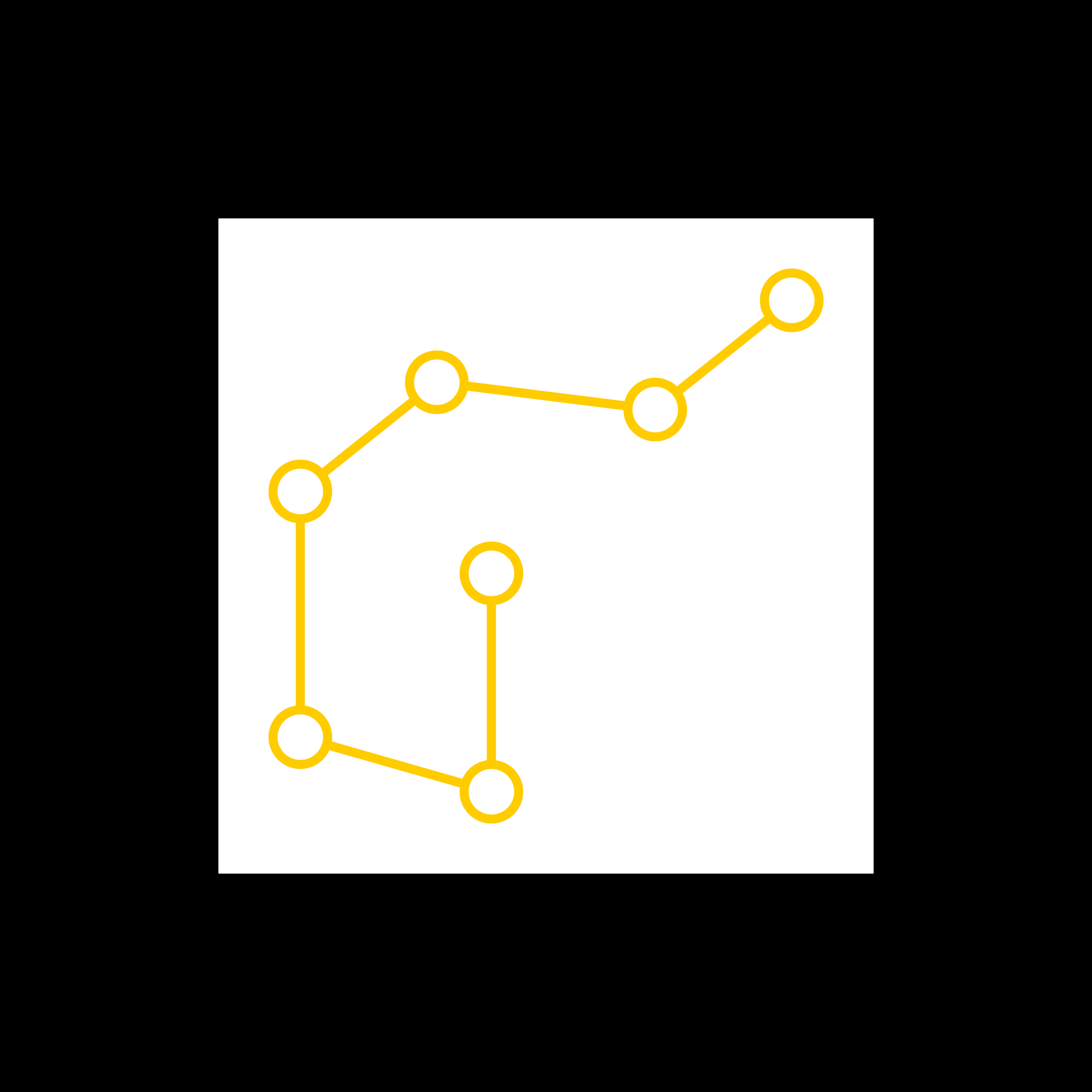
Хайзионг (Hải Dương tỉnh, 海陽省)
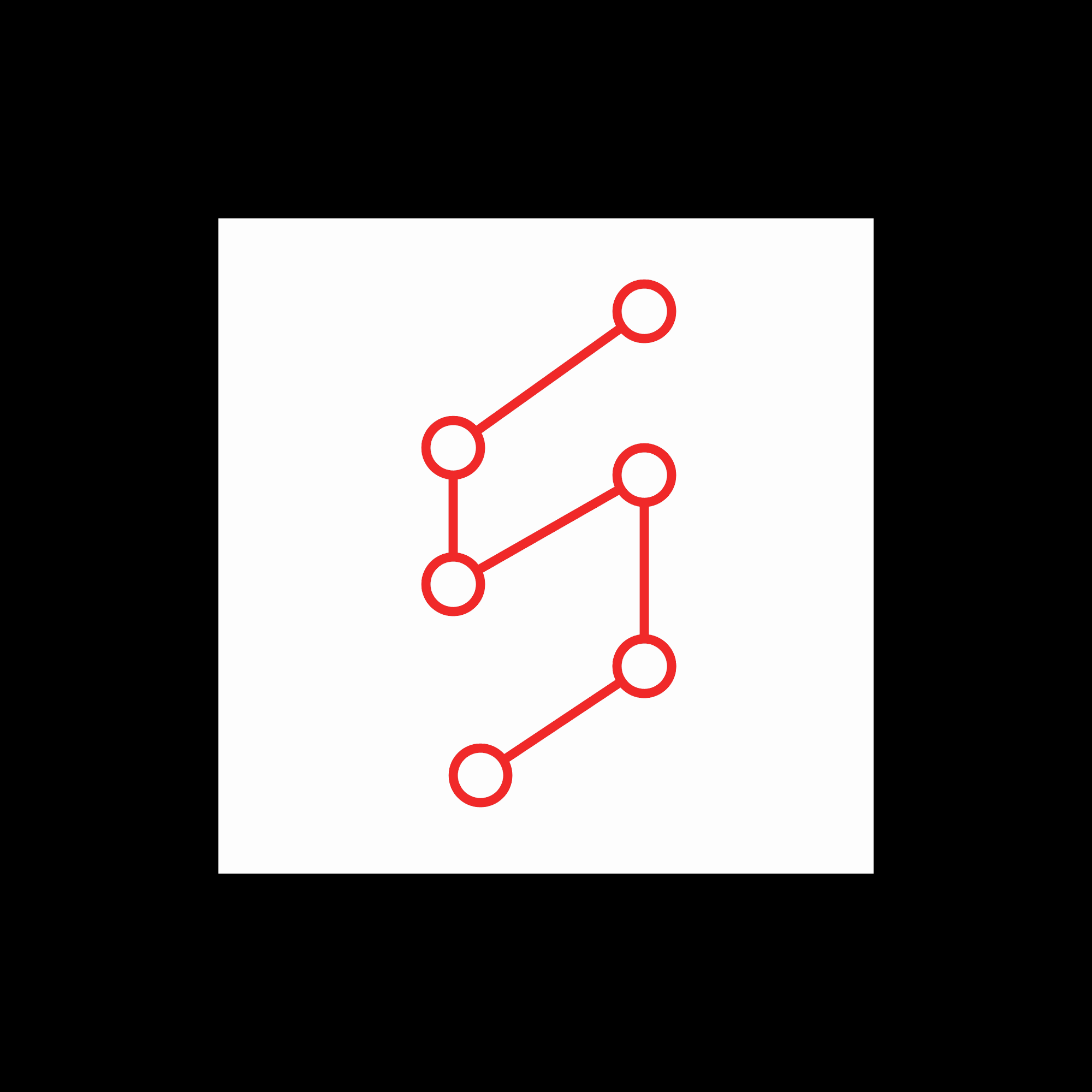
Намдінь (Nam Định tỉnh, 南定省)

## Провінції Центрального регіону

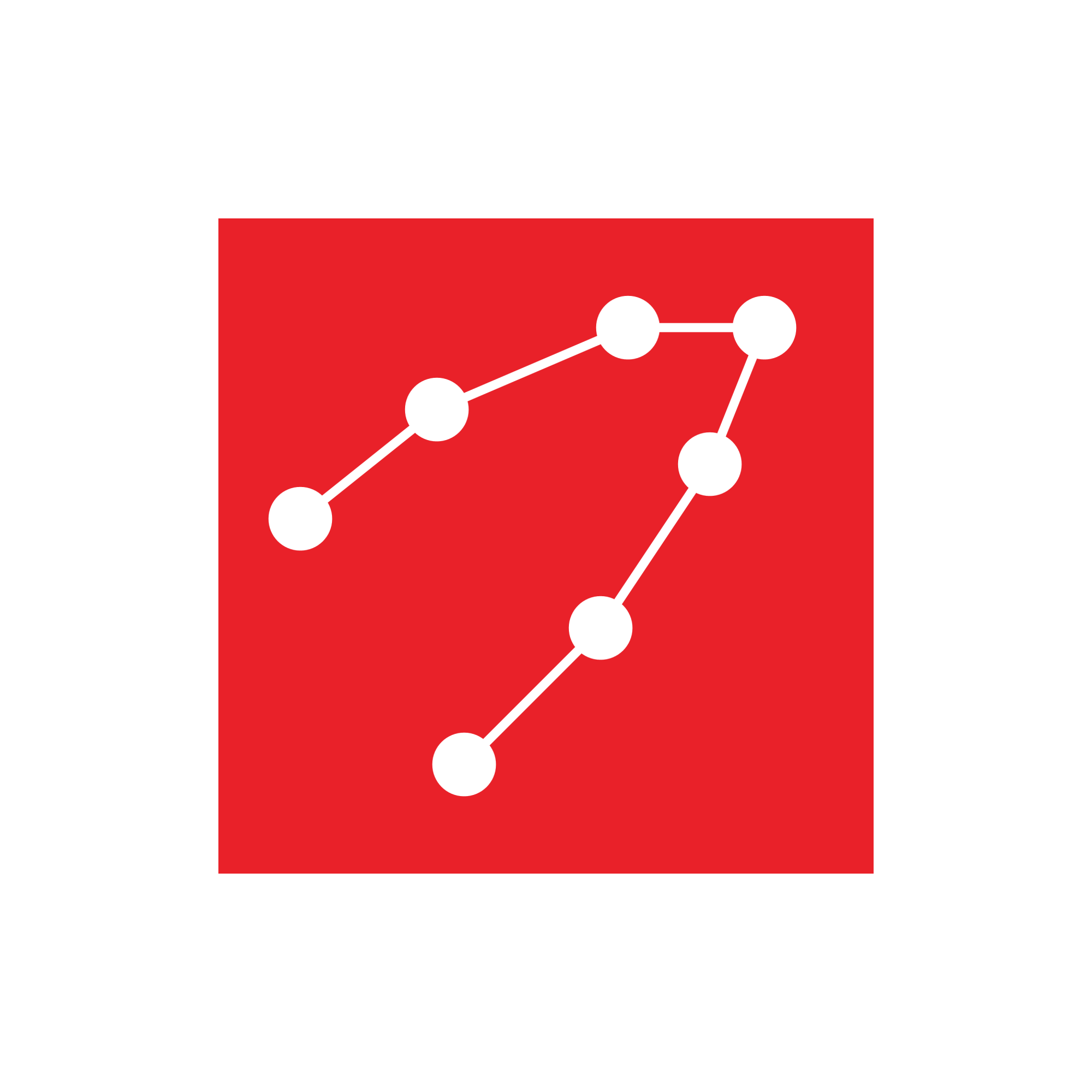
Тханьхоа (Thanh Hóa tỉnh, 清化省)
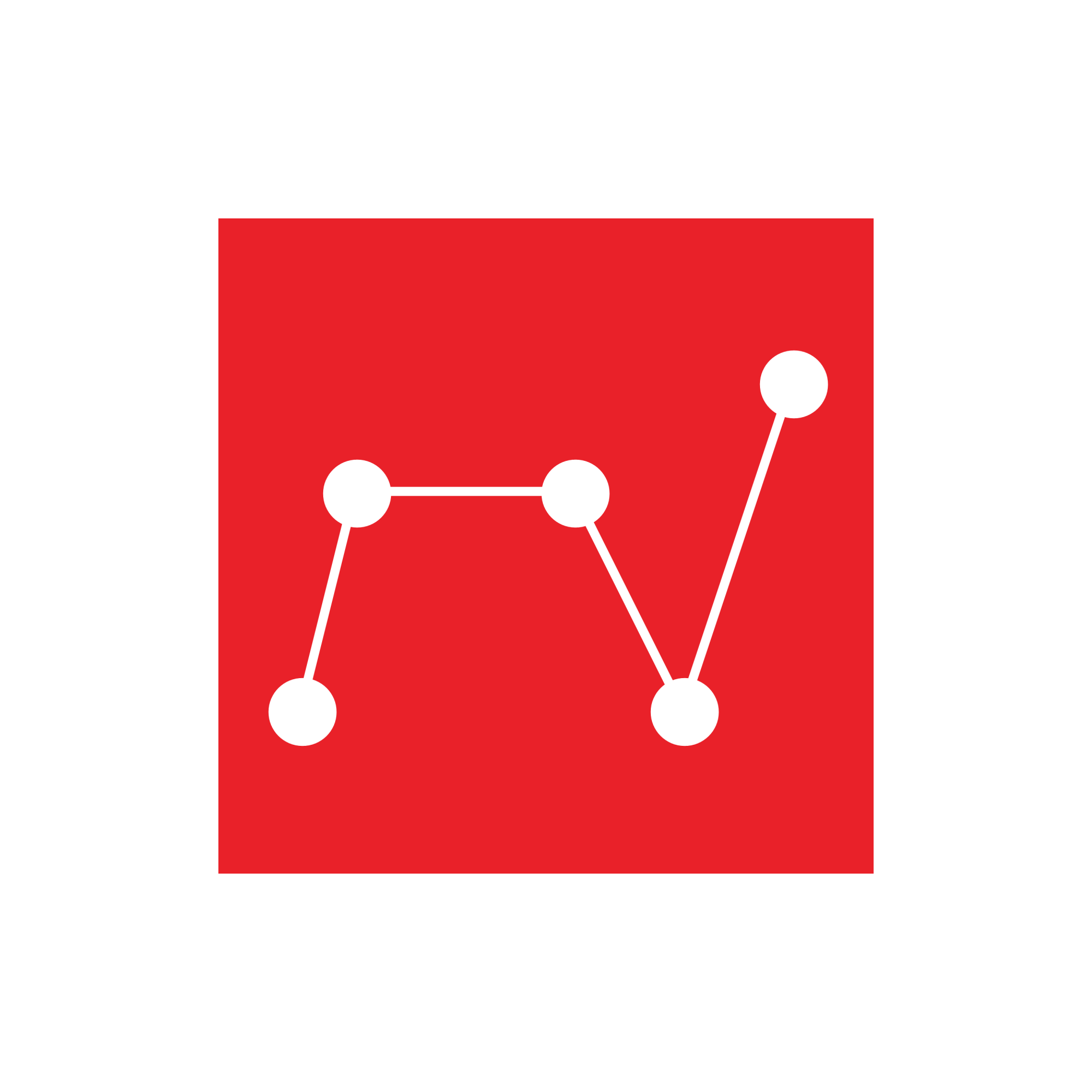
Нгеан (Nghệ An tỉnh, 乂安省)
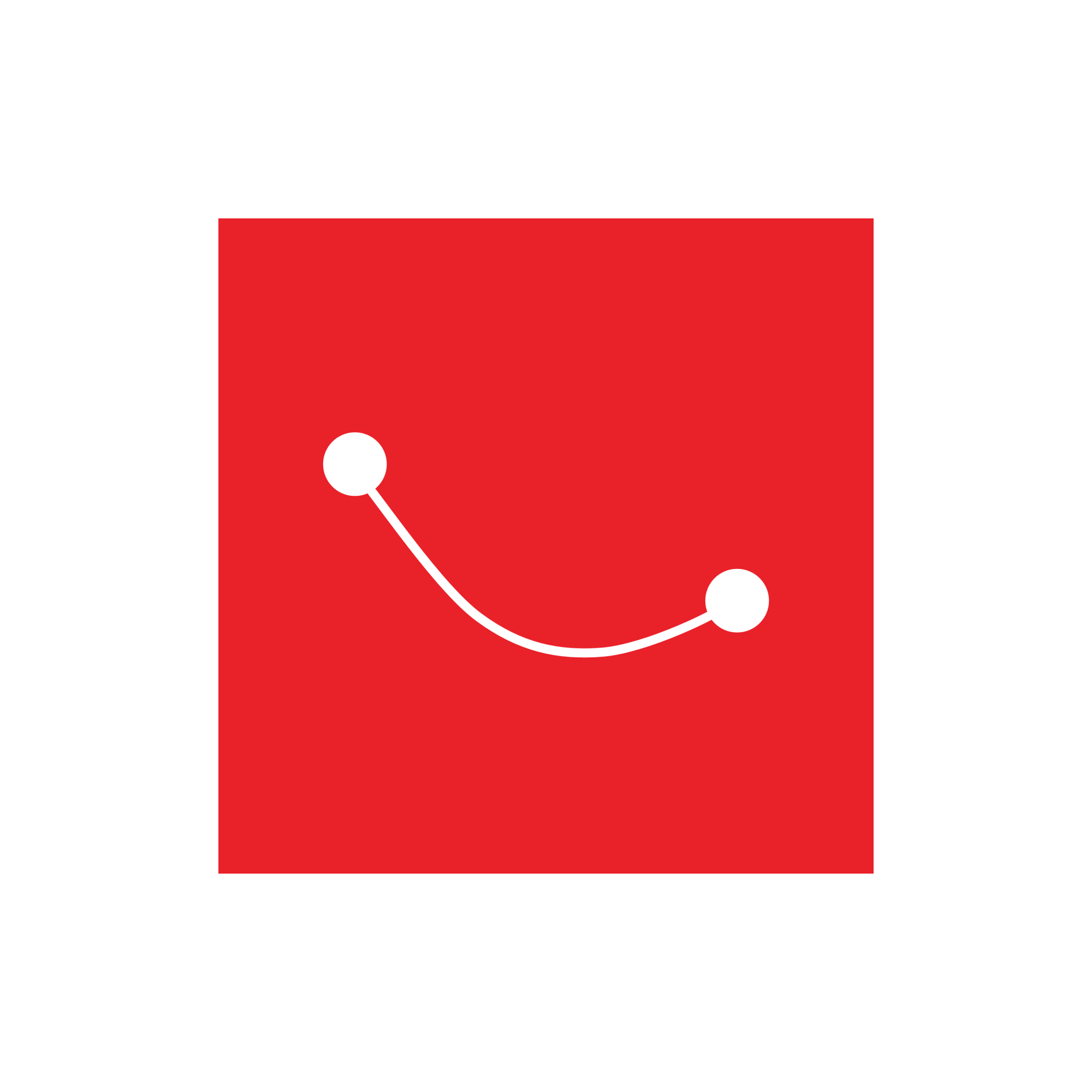
Хатінь (Hà Tĩnh tỉnh, 河靜省)

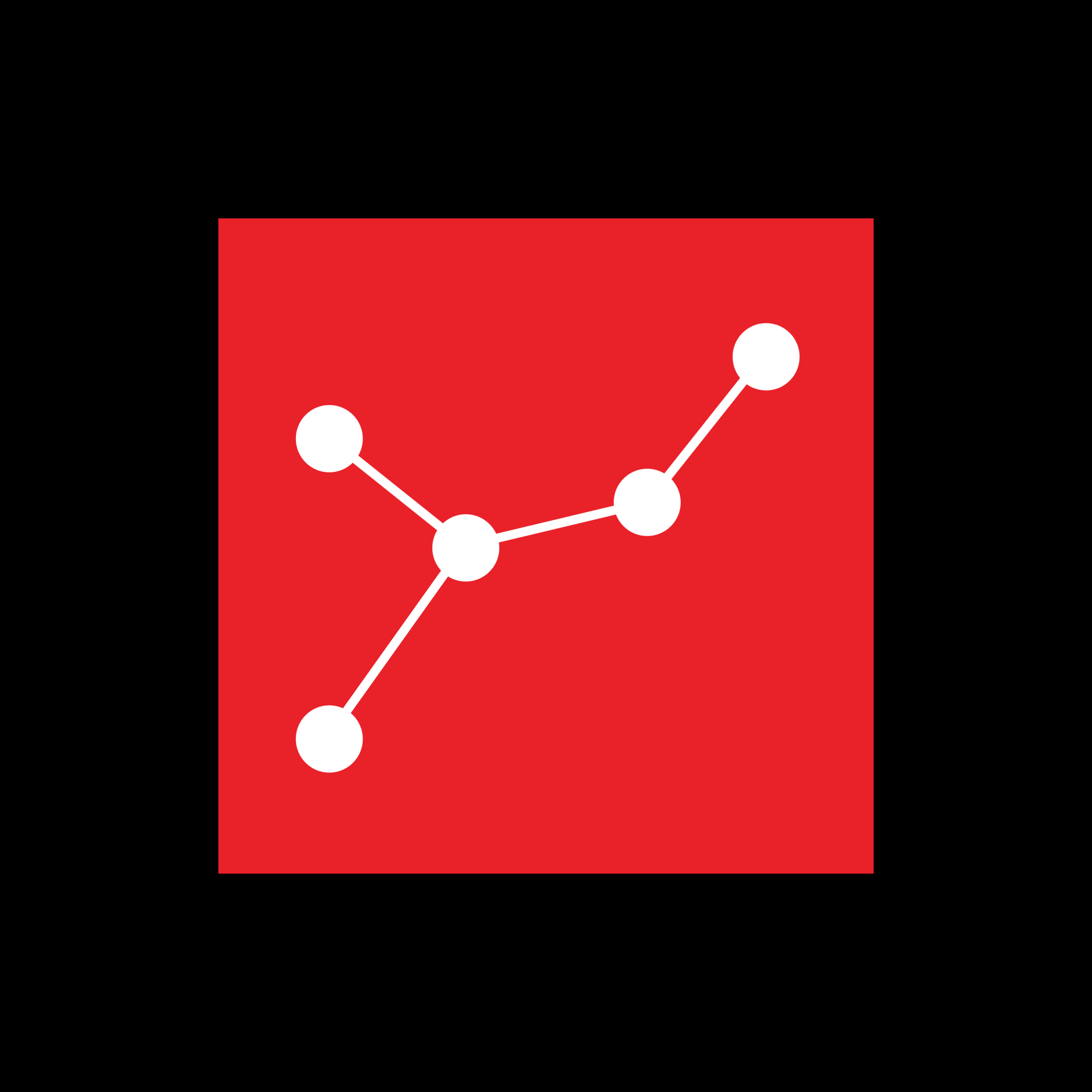
Біньдінь (Bình Định tỉnh, 平定省)
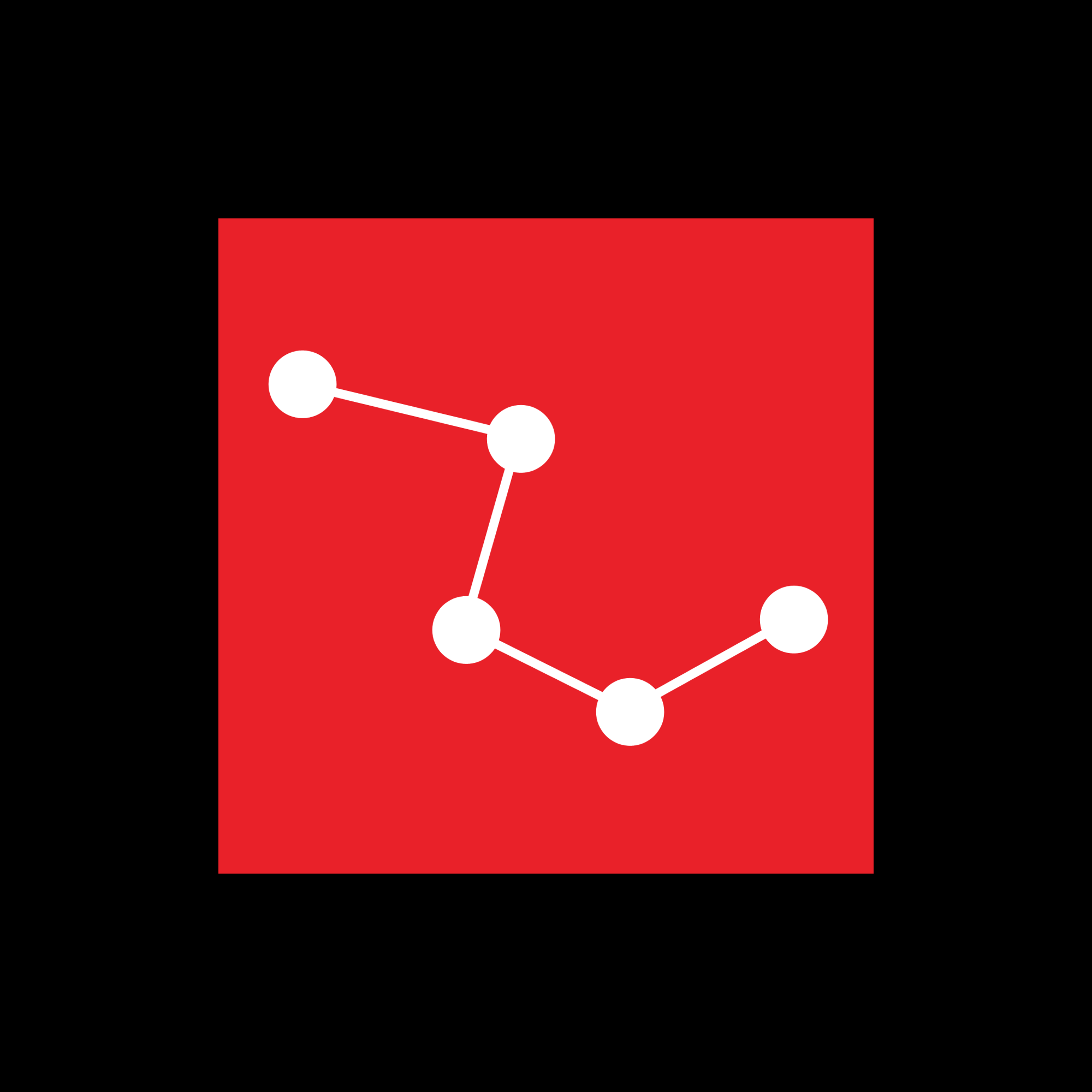
Фуєн (Phú Yên tỉnh, 富安省)
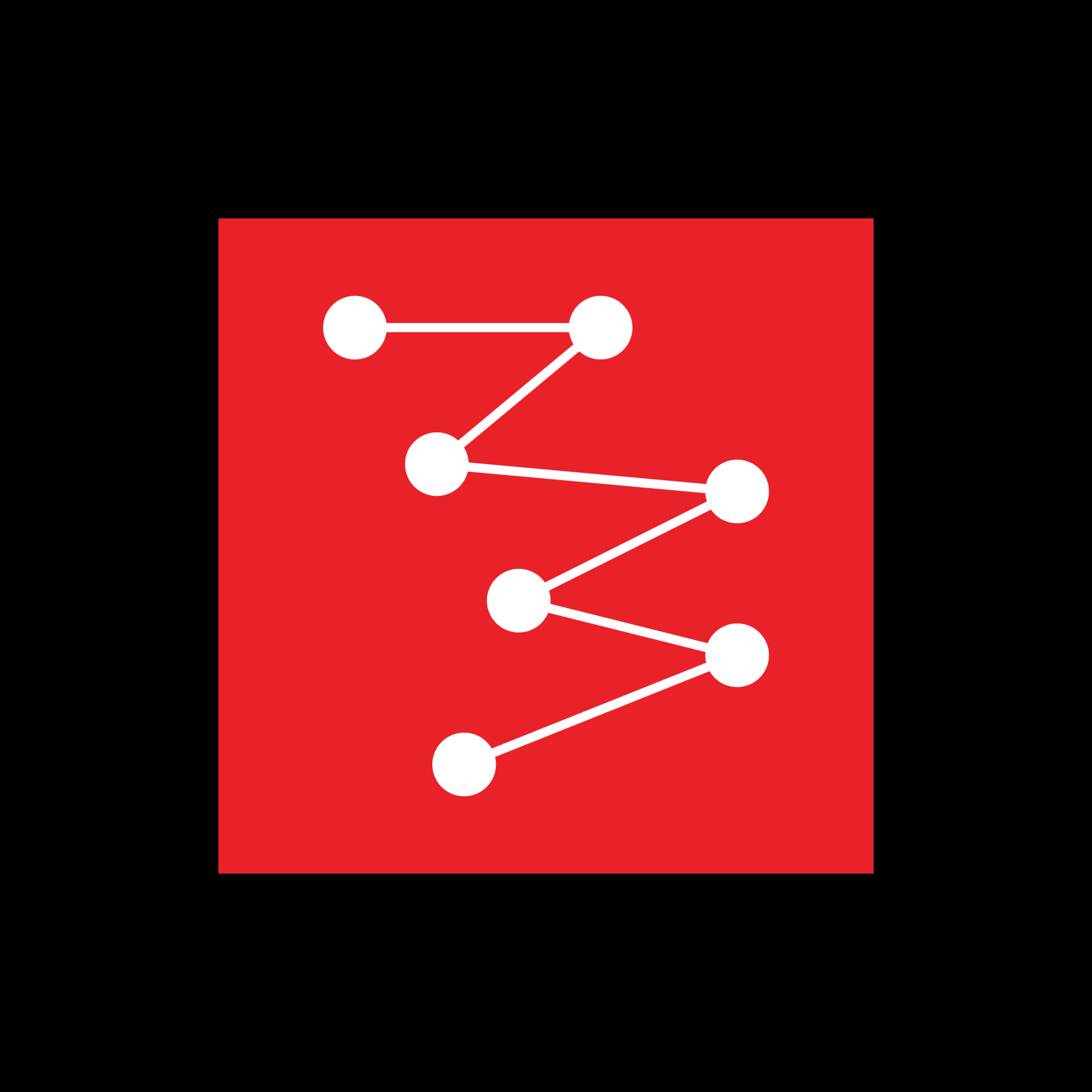
Кханьхоа (Khánh Hòa tỉnh, 慶和省)
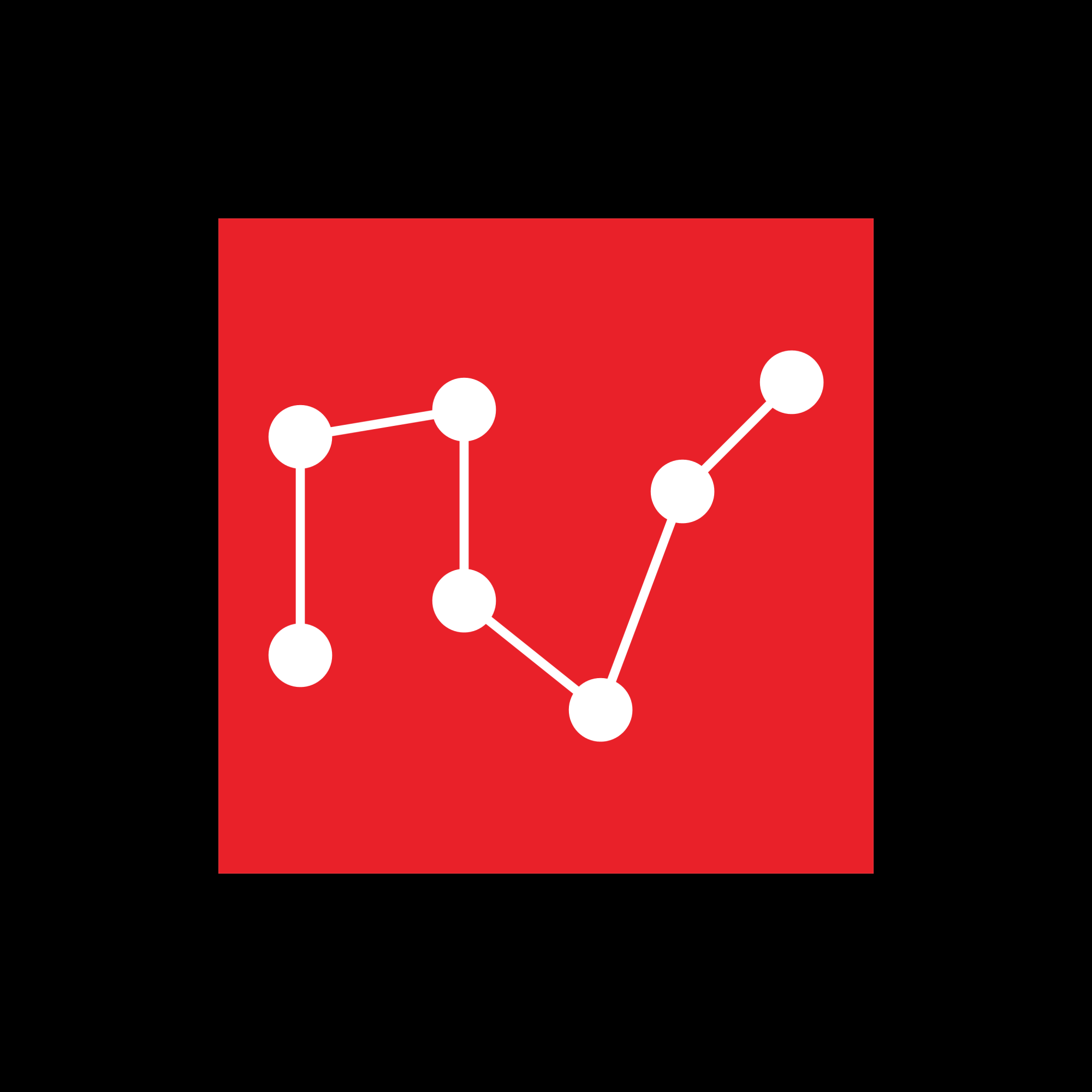
Біньтхуан (Bình Thuận tỉnh, 平順省)